# Bo Nilsson (fotbollstränare)
Bo Nilsson, född 1944 i Tjörnarp i Skåne, är en svensk tidigare fotbollstränare.

## Biografi
Som ung spelade Nilsson i Tjörnarps BoIF fram till 1962, då han gick över till IFK Hässleholm, där han spelade fram till 1973, undantaget en tid i Djurgårdens IF 1967–1968.

### Tränarkarriär
1974 tog han över som tränare för IFK Hässleholm, som han tränade fram till 1978, då han tog över som tränare för Mjällby AIF. Tiden i Mjällby blev dock kort; klubben åkte ur allsvenskan 1980 och Nilsson gick till Gais i januari 1981. Under Nilssons ledning åkte Gais för första gången ner i division III, och han lämnade klubben efter säsongen. Därefter återvände han till Hässleholm och var dess tränare fram till 1985. 1980-1985 var han även assisterande landslagstränare. 1986 tränade han Vilans BoIF innan han 1987 tog över som tränare för Helsingborgs IF. 1992 förde han upp klubben i Allsvenskan, med spelare som Henrik Larsson och Mats Magnusson i truppen. Han lämnade Helsingborg 1994 för Silkeborg och tränade därefter ett flertal klubbar, bland annat Degerfors IF (1997) och den bahrainska klubben West Riffa (1996 och 1999).
Efter 1999 kom Nilsson till Malmö FF som klubbens lagledare. 2006 återvände Nilsson till Helsingborgs IF där han blev sportchef och ansvarig för rekryteringen av nya spelare. Efter tränaren Stuart Baxters avgång 2007 övertog Nilsson posten som tränare preliminärt i väntan på en mer permanent lösning. Posten förlängdes till säsongen ut vid EM-uppehållet 2008 på grund av goda resultat för klubben under vårsäsongen. Kontraktet förlängdes ytterligare till hela 2009 senare på hösten.